# Ribéral
El Ribéral (Riberal en catalán) es una parte muy pequeña del departamento de Pirineos Orientales, situada entre el Conflent, la Fenolleda, el valle del Agly, los Aspres y la plana del Rosellón.
Corresponde al valle del Têt, entre Bouleternère y Baho. Limita al norte con el mirador de Força Réal, al sur con los Aspres, al oeste con el Conflent pasado el puerto de Bouleternère, y al este finaliza a las puertas de Perpiñán.
Se trata de una tierra fértil, en la que predominan las huertas y los cultivos. Los pueblos están bastante distantes unos de otros, y están separados por enormes campos regados por una multitud de canales (la mayor parte tiene un origen medieval).
La mayoría de los pueblos se encuentran a lo largo de la RN116 (Millas, Ille-sur-Têt, Saint-Féliu). Otros tantos se encuentran un poco más al sur, en las primeras colinas de los Aspres. Ille-sur-Têt es la principal localidad del Ribéral, pero también puede citarse Le Soler.

## Comunas del Ribéral
- Bouleternère
- Corbère
- Corbère-les-Cabanes
- Ille-sur-Têt
- Néfiach
- Millas
- Saint-Féliu-d'Amont
- Saint-Féliu-d'Avall
- Corneilla-la-Rivière
- Pézilla-la-Rivière
- Villeneuve-la-Rivière
- Le Soler
- Baho